# Bausch & Lomb
Bausch+Lomb (também conhecida como Baush&Lomb), é uma empresa norte-americana fundada em Rochester, Nova York, é um dos maiores fornecedores mundiais de produtos para a saúde dos olhos, incluindo lentes de contato, produtos para lentes, medicamentos e implantes para doenças dos olhos.
A empresa foi fundada em 1853 por um oftalmologista, John Jacob Bausch, e um investidor, Henry Lomb. Sua marca Ray-Ban  de óculos de sol foi vendida em 1999 ao grupo italiano Luxottica. Bausch+Lomb era uma empresa pública listada na Bolsa de Valores de Nova Iorque, até que foi adquirida pela empresa de capital privado Warburg Pincus PLC em 2007. Em maio de 2013, a Valeant Pharmaceuticals concordou em comprar a Bausch+Lomb da Warburg Pincus LLC por 8,7 bilhão de dólares em dinheiro. O acordo, que foi aprovado por acionistas, incluía 4,2 bilhões de dólares destinados a pagar dívidas da Bausch+Lomb, foi fechado em 5 de agosto de 2013. Hoje, a empresa tem sede em Bridgewater, Nova Jersey, e emprega cerca de 13.000 pessoas em 36 países.

## Venda da empresa
Em Maio de 2013 a empresa foi vendida por US$ 8,7 bilhões para o grupo farmacêutico canadense Valeant Pharmaceuticals.